# 재멕시코 한국인

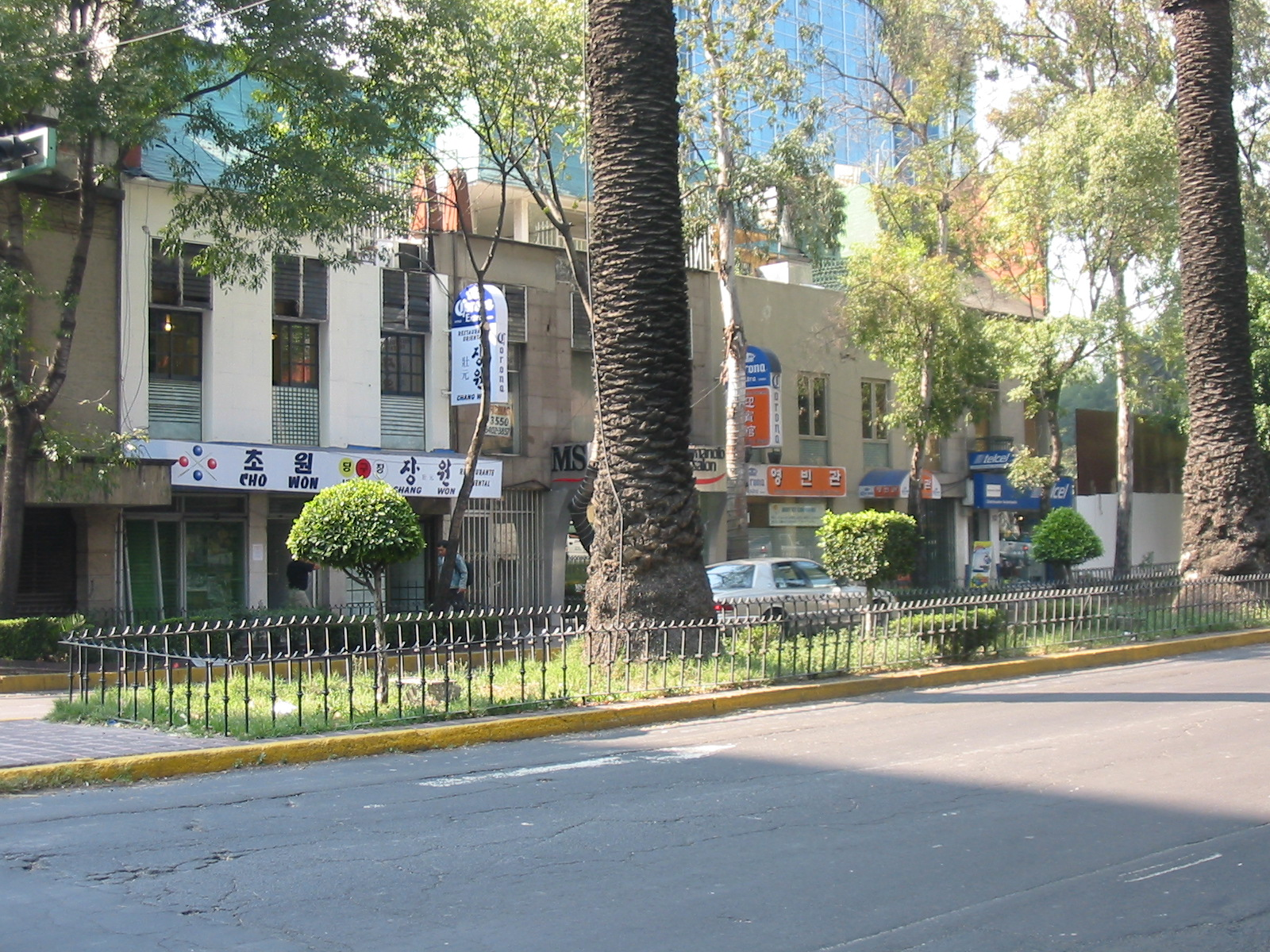
멕시코시의 코리아타운인 페케뇨 세울에 위치한 한국 식당들

재멕시코 한국인(스페인어: Coreanos en México, 영어: Koreans in Mexico)과 한국계 멕시코인의 역사는 1905년 시작되었다. 최초의 한국인 이민 노동자는 멕시코시 유카탄주에 정착했다. 2011년 기준으로 총 한국인 이민자는 11,800명으로 집계되었다. 언어는 한국어와 스페인어를 쓰며 종교는 주로 기독교와 대승불교로 분포되어 있다.

## 문화
한국의 초기 멕시코 이민자들은 그들의 자유로운 종교 활동을 위한 장소를 찾고자 하는 기독교인들이 몇 명 포함되어 있었다. 그 뒤의 이민자들 사이에는 기독교인들과 불교인들이 포함되었다. 1990년대에 수많은 교회들을 세웠으나 2000년대에 이르러서 두 개의 절을 설립했다.

## 언어
정착을 위한 장소라기 보다는 머무르는 장소로서 멕시코를 보았던 초기의 에니깽(Henequen) 플렌테이션 노동자들은 스페인어를 배울 노력을 거의 하지 않았다. 그러나 그 나라에 머무르는 것이 계속되면서 점차 한국어를 버리기 시작했으며 그들의 후손들은 스페인어만 한다. 반면, 최근에 들어온 이민자들의 경우 자신들의 언어인 한국어를 계속 사용한다.

## 같이 보기
- 대한민국-멕시코 관계

## 참고 문헌
- Kim, Hyung-joon (2006). 《La Experiencia Migratoria de la Nueva Comunidad Coreana en México》 (PDF). 《Iberoamerica》 8. 2013년 9월 25일에 확인함.